# 海南厚皮香
海南厚皮香（学名：Ternstroemia hainanensis）为山茶科厚皮香属下的一个种。其种加词“hainanensis”意为“海南的”。